# Justizamt Greiz
Das Justizamt Greiz war von 1855 bis 1868 ein Amt und von 1868 bis 1879 ein Gericht von Reuß älterer Linie.

## Geschichte
Bedingt durch die häufigen Teilungen des Besitzes des Hauses Reuß war das Gebiet des Kleinstaats Reuß ältere Linie in fünf Ämter aufgeteilt. Noch unter dem Einfluss der Verfassungsdiskussion während der Revolution von 1848/1849 in Reuß älterer Linie aber vor allem zur Verwaltungsvereinfachung wurden die Ämter Obergreiz, Untergreiz und Dölau wurden aufgrund einer landesherrlichen Verordnung vom 25. November 1854 mit Wirkung vom 1. März 1855 zum Justizamt Greiz vereinigt. Diese war – wie die einzelnen Ämter vorher – sowohl Verwaltungsbehörde als auch erstinstanzliches Gericht.
Die Trennung der Rechtsprechung von der Verwaltung wurde in Reuß älterer Linie erst 1868 eingeführt. Die Verfassung des Fürstentums Reuß älterer Linie und die dazugehörigen Nebengesetze regelten, dass die Verwaltungsaufgaben dem neu gebildeten Landkreis Greiz übertragen wurden. Das Justizamt Greiz blieb damit Eingangsgericht. Als Mittelinstanz wurde mit Staatsvertrag das gemeinsame Appellationsgericht Eisenach ins Leben gerufen und mit Veröffentlichung vom 18. August 1868 bekannt gemacht, Die letzte Instanz bildete weiter das Oberappellationsgericht Jena. Die Patrimonialgerichtsbarkeit wurde 1868 mit dem 27. Gesetz, die Abschaffung der Patrimonialgerichtsbarkeit betreffend vom 28. März 1868 endgültig abgeschafft.
Ebenfalls ausgegliedert war die Funktion als Strafgericht. Als Strafgericht für die niedere Strafgerichtsbarkeit wurde das Kriminalgericht Greiz gebildet. Räumlich blieb der Gerichtssprengel nahezu unverändert. Lediglich das Dorf Pöllwitz (Anteil Reuß ä.L.), welches vorher zum Amt Obergreiz gehörte, wurde zum 1. März 1855 dem Stadtvogteigericht Zeulenroda zugeordnet.
Mit den Reichsjustizgesetzen wurde im Deutschen Reich reichsweit eine einheitliche Gerichtsorganisation geschaffen. Das Gerichtsverfassungsgesetz vom 27. Januar 1877 legte als Instanzenzug Amtsgerichte, Landgerichte und Oberlandesgerichte fest. Das Justizamt Greiz wurde aufgehoben und das Amtsgericht Greiz übernahm seine Aufgaben.

## Richter
- Eduard Knoll (bis 1868)